# Jättendals distrikt
Jättendals distrikt är ett distrikt i Nordanstigs kommun och Gävleborgs län. Distriktet ligger omkring Jättendal i nordöstra Hälsingland. 

## Tidigare administrativ tillhörighet
Distriktet inrättades 2016 och utgörs av Jättendals socken i Nordanstigs kommun.
Området motsvarar den omfattning Jättendals församling hade 1999/2000.

## Tätorter och småorter
I Jättendals distrikt finns en tätort och två småorter.

### Tätorter
- Jättendal

### Småorter
- Mellanfjärden
- Älvsta